# Puente Nuevo
De Puente Nuevo (betekenis: nieuwe brug) in de stad Ronda in de autonome regio Andalusië in Zuid-Spanje is een stenen brug die als een van de drie bruggen de diepe kloof Tajo de Ronda met de rivier de Guadalevín overspant. Op bepaalde plaatsen is deze kloof 120 meter diep. De brug is de nieuwste brug die de stadsdelen Mercadillo (markt) en La Ciudad (de oude stad) van Ronda met elkaar verbindt. De brug heeft een hoogte van 98 meter. Ze geldt als hét symbool van Ronda en is een belangrijke toeristische trekpleister.
De bouw begon in 1735. In 1740 stortte de nog onvoltooide brug in, wat 50 arbeiders het leven kostte. In 1751 werd de bouw hervat en in 1793 was de brug voltooid.
José Martín de Aldehuela was de architect van deze brug en Juan Antonio Díaz Machuca was de belangrijkste bouwer.
Boven in de brug zijn ruimten die tijdens de Spaanse Burgeroorlog werden gebruikt als gevangenis en martelkamer, waarbij mensen gedood werden door ze uit het raam te gooien.
Het verhaal gaat dat De Aldehuela stierf doordat hij van zijn eigen brug viel, door zelfmoord of doordat hij graaide naar zijn afgewaaide hoed. In werkelijkheid stierf hij in Málaga in 1802 een natuurlijke dood.

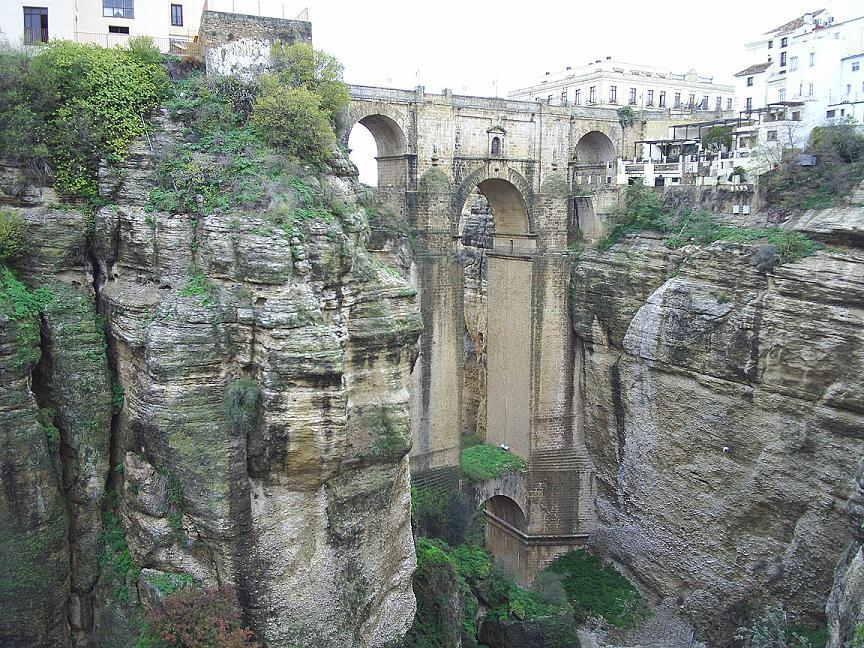
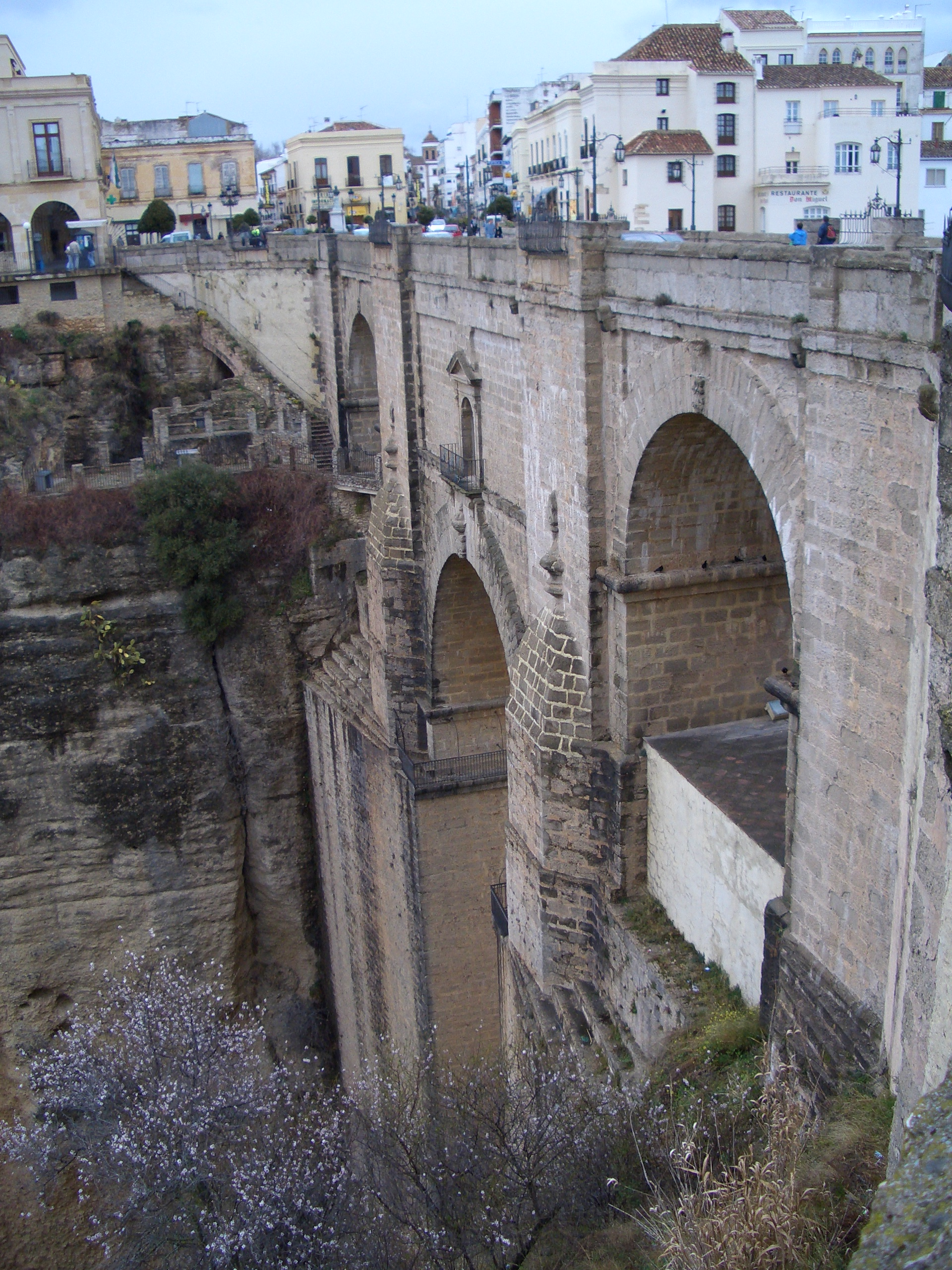
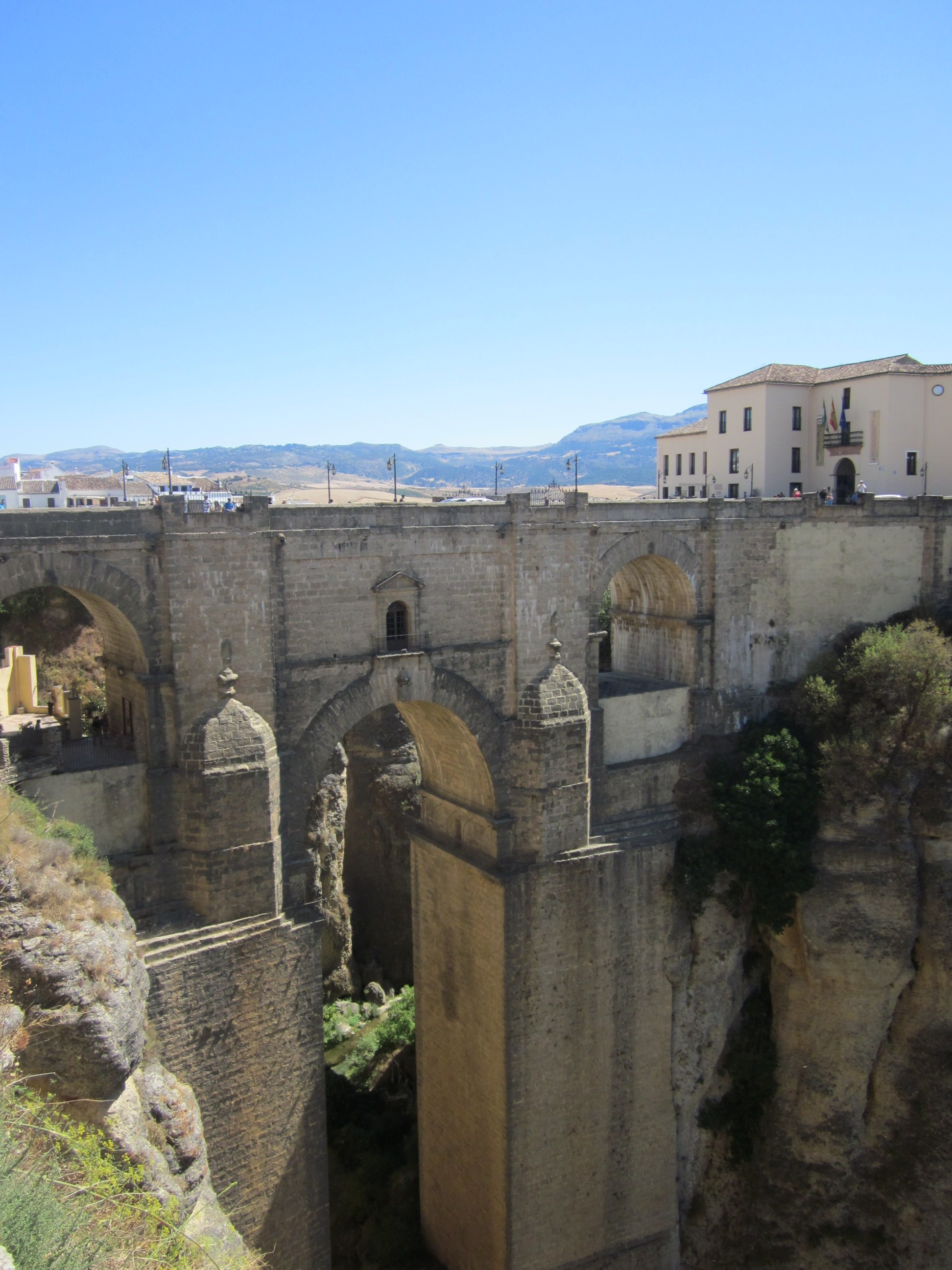
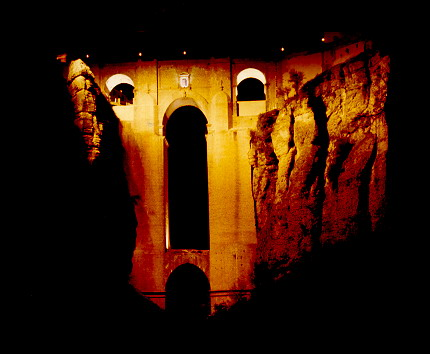